# Бишоп, Анна
Анна Бишоп (англ. Anna Bishop, урождённая Энн Ривьер, фр. Ann Rivière; 9 января 1810, Лондон — 18 марта 1884, Нью-Йорк) — английская оперная певица (сопрано).
Училась игре на фортепиано у Игнаца Мошелеса, а затем пению у Генри Бишопа. В 1831 г. вышла замуж за своего вокального педагога, в том же году дебютировала в Лондоне как концертная певица. На протяжении восьми лет вела интенсивную концертную деятельность, между прочим родив трёх детей. В 1839 г. оставила мужа и вместе со своим аккомпаниатором, арфистом Никола Бокса, бежала на континент. В течение ряда лет пара концертировала вместе, в 1843 г. Бишоп получила место примадонны в неаполитанском оперном театре Сан-Карло. В 1847 г. певица дебютировала в США и провела остаток своей продолжительной карьеры преимущественно в Новом Свете. В 1848 г. её гастроли успешно прошли в Мексике (в качестве секретаря вместе с Бишоп в страну прибыл Альфред Бабло, впоследствии сыгравший важную роль в мексиканской музыкальной жизни), затем Бишоп пела в Бразилии и Уругвае, в 1850 г. стала первой исполнительницей заглавной партии в американской премьере оперы Фридриха Флотова «Марта».